# Antonio Russek
Antonio Raúl Russek Martínez (Torreón, 3 de agosto de 1954) es un compositor de música electroacústica mexicano. Como especialista en el campo de la eletroacústica, ha introducido recursos electrónicos a la música. Es considerado un pionero del arte sonoro en México.

## Biografía
Russek comenzó sus estudios en Torreón. Perteneció a una orquesta infantil, tocando el saxofón, estudió el piano con maestros particulares entre 1969 y 1972 componiendo sus primeras piezas para teatro y danza. Más adelante se trasladó a la Ciudad de México,.

### Carrera artística
En la Ciudad de México comenzó a componer música para obras de teatro. En 1973 inicia la construcción de 'objetos musicales', por la motivación de unir lo sonoro y lo visual.
En 1974 Russek instala su estudio personal de música electroacústica en la colonia Condesa , convirtiéndose en el primero de ese tipo en todo México. Fundó el Centro Independiente de Investigación Musical y Multimedia (CIIMM) en 1978. En este centro se realizó una tarea de producción musical, discográfica, así como publicaciones, trabajo editorial y académico. En el CIIMM se realizaron conciertos, conferencias y eventos relacionados con la música electrónica y los medios alternativos. En el CIIMM también colaboraron Eduardo Soto Millán, Arturo Márquez, Vicente Rojo, Samir Menaceri y Roberto Morales.
A partir de 1981 colaboró con Manuel Enríquez Salazar, quien le encargó una obra para el Tercer foro de música nueva. Russek se convirtió en el asistente técnico del foro y en curador del festival. En 1982 realiza la obra Estudios para microcomputadora, que según Manuel Rocha, es probablemente la primera pieza electrónica en México para ser interpretada en tiempo real, a través de una computadora Apple II Plus.
Ha trabajado en obras interdisciplinares con artistas visuales como Vicente Rojo Almazán.

## Obra
Russek en sus inicios trabajó para obras escénicas, por lo que parte de su trabajo es interdisciplinario. En algunas de estas obras ha realizado la ambientación sonora dentro de exposiciones; también tiene piezas de instalación, videoarte, radioarte, escultura sonora, piezas efímeras y música para danza y teatro.
En el ámbito compositivo, su trabajo se centra en la electroacústica y el uso de recursos electrónicos.

### Lista de obras
Su catálogo comprende más de 100 obras, de entre las que se encuentran piezas de arte sonoro y colaboraciones con otros artistas y compositores.
| Año  | Título                         |
| 1977 | Atmósfera                      |
| 1981 | Summermood                     |
| 1981 | Introspecciones                |
| 1981 | Reincidencias                  |
| 1982 | Estudios para microcomputadora |
| 1984 | Paisaje Circular               |
| 1988 | A Toute Vitesse                |
| 1988 | Asa/Iso 100 21"                |
| 1988 | Luz de Invierno                |
| 1989 | Punto y Aparte                 |
| 1992 | Zanfonieta                     |
| 1993 | Concretando                    |
| 1993 | Nextalgia                      |
| 1997 | Time Is Money                  |
| 1998 | Babel de Nuevo 1               |
| 1999 | Siete Laberintos de Cristal    |
| 2000 | Babel de Nuevo 2               |
| 2001 | La Torre                       |
| 2001 | Lu                             |
| 2002 | Divertimento                   |
| 2003 | Telurico                       |
| 2003 | Convexo                        |
| 2004 | De Cuerpo Entero               |
| 2004 | El Ángel                       |
| 2004 | Sin Titulo                     |
| 2004 | Storm                          |
| 2004 | Unplugged                      |
| 2005 | Noche Sin Sueño                |
| 2005 | Temblor de Tierra              |
| 2006 | Canica 1                       |
| 2006 | Ciudad de Las Arenas           |
| 2006 | Quarzo                         |
| 2006 | Viento Solar                   |
| 2008 | Terrenal                       |
| 2008 | Pendulo                        |
| 2008 | Habitat                        |
| 2009 | Anej                           |
| 2009 | Cubo 1                         |
| 2009 | Mandala                        |
| 2010 | Anatomia de la Melancolia      |
| 2010 | Vias Paralelas                 |
| 2011 | Caja Negra                     |
| 2011 | Al Filo                        |
| 2012 | Chaneque                       |
| 2012 | Cubo 2                         |
| 2012 | Ohuican                        |
| 2013 | A Media Luz                    |
| 2013 | Cubo 3                         |
| 2014 | Cinco Piezas Breves            |

## Discografía

### Monográficos
- Antonio Russek: Música del desierto. 1999[8]
- Antonio Russek – Obra Reunida. CMMAS, 2015[7]

### Antologías
- Marielena Arizpe – Voces De La Flauta. Plan Joven, 1984[9]
- Ángel Cosmos / Juan José Diaz Infante / Arturo Márquez / Antonio Russek – Música De Cámara. EMI, 1986[10]
- Música Electroacústica Mexicana: Roberto Morales, Raúl Pavón, Vicente Rojo Cama, Antonio Russek. Universidad de Guanajuato, 2012[11]

## Premios y reconocimientos
- Premio Cuauhtémoc de las Artes (1988)[2]
- Sistema Nacional de Creadores del CNCA (1991)[2]